# White Devil Armory
White Devil Armory (с англ. — «Арсенал Белого Дьявола») — семнадцатый студийный альбом американской трэш-метал группы Overkill. Выпущен 18 июля 2014 года на лейбле Nuclear Blast в Европе и 22 июля на лейбле eOne Music в США. Альбом занял высшую позицию в чарте США под номером 31, что является лучшим результатом для группы вообще и продался тиражом в 8600 в первую неделю.

## Реакция
White Devil Armory получил в основном положительные отзывы. Грегори Хейни из AllMusic наградил альбом тремя с половиной звездами из пяти и назвал его «памятником классического трэша, который дает понять, что нынешняя форма группы далека от счастливой случайности». Он также заявил, что «альбом обнаруживает, что группа снова переходит от сильной стороны к сильной стороне, преследуя свою музу с неустанной энергией, которая наполняет их звук освежающей прямотой».
Обозревая альбом для «Get Your Rock Out», Майкл Додд назвал бас-гитару Верни одной из сильных сторон записи. Он утверждал, что Верни наполнил песню «Bitter Pill» «тяжестью, которая почти индустриальная», и пришел к выводу, что, хотя весь альбом — «трэшевый джаггернаут», именно подвиги басиста выделяют определенные песни.
Джордж Нисбет, пишущий для «All About The Rock», сказал: «Если они смогут продолжать выпускать записи такого калибра, тогда у нас есть отличная музыка, которую стоит ждать с нетерпением. Если вам нравится качественный трэш, вам это точно очень понравится!»
Альбом победил в номинации «Лучший трэш-метал-альбом года» по версии Metal Storm.

## Список композиций
| №                   | Название                   | Длительность |
| ------------------- | -------------------------- | ------------ |
| 1.                  | «XDM»                      | 0:49         |
| 2.                  | «Armorist»                 | 3:53         |
| 3.                  | «Down To The Bone»         | 4:04         |
| 4.                  | «PIG»                      | 5:21         |
| 5.                  | «Bitter Pill»              | 5:48         |
| 6.                  | «Where There's Smoke»      | 4:20         |
| 7.                  | «Freedom Rings»            | 6:52         |
| 8.                  | «Another Day To Die»       | 4:56         |
| 9.                  | «King Of The Rat Bastards» | 4:09         |
| 10.                 | «It's All Yours»           | 4:26         |
| 11.                 | «In The Name»              | 6:03         |
| Общая длительность: | Общая длительность:        | 50:41        |

| №                   | Название                       | Длительность |
| ------------------- | ------------------------------ | ------------ |
| 12.                 | «The Fight Song»               | 5:12         |
| 13.                 | «Miss Misery (Nazareth cover)» | 4:31         |
| Общая длительность: | Общая длительность:            | 60:25        |

## Участники записи
- Бобби «Blitz» Эллсворт — вокал
- Дерек Тэйлер — ритм-гитара
- Дэйв Линск — соло/ритм-гитара
- Д. Д. Верни — бас-гитара
- Рон Липники — ударные

Дополнительные музыканты
- Марк Торнильо — бэк-вокал на «Miss Misery»

Производство
- Overkill — продюсеры
- Грег Рили — сведение, мастеринг
- Д. Д. Верни, Дэйв Линск — звукоинженеры
- Дэн Корнев — редактирование
- Дэйв Линск — запись (студии SKH Recording)
- Джон Сиорсиари — запись (JRod Productions)
- Джон Д’Ува — дополнительная запись
- Роб Шэлкросс — дополнительная запись

Обложка и дизайн
- Трэвис Смит — обложка, макет
- Хэкон Грэв, Нико Рамос — фотография
- Майк Ромео — оркестровые аранжировки

### Студии
- Gear Recording Studio, Шрусбери, Нью-Джерси — запись
- SKH Studios, Стьюарт, Флорида — дополнительная запись
- JRod Productions, Помона (Нью-Йорк) — дополнительная запись

## Позиции в чартах
| Чарт (2014)                           | Позиция |
| ------------------------------------- | ------- |
| Австрия (Ö3 Austria)                  | 53      |
| Бельгия/Фландрия (Ultratop)           | 168     |
| Бельгия/Валлония (Ultratop)           | 142     |
| Финляндия (Suomen virallinen lista)   | 28      |
| Германия (Offizielle Top 100)         | 20      |
| Венгрия (MAHASZ)                      | 28      |
| Япония (Oricon)                       | 91      |
| Республика Корея (Gaon)               | 26      |
| Швейцария (Schweizer Hitparade)       | 31      |
| США (Billboard 200)                   | 31      |
| США (Billboard Independent Albums)    | 5       |
| США (Billboard Top Hard Rock Albums)  | 3       |
| США (Billboard Top Rock Albums)       | 10      |
| США (Billboard Top Tastemaker Albums) | 4       |